# Microstylum flavipenne
Microstylum flavipenne är en tvåvingeart som beskrevs av Macquart 1846. Microstylum flavipenne ingår i släktet Microstylum och familjen rovflugor. Inga underarter finns listade i Catalogue of Life.